# Tobiphora
Tobiphora is een geslacht van halfvleugeligen uit de familie Aphrophoridae. De wetenschappelijke naam van dit geslacht is voor het eerst geldig gepubliceerd in 1942 door Matsumura.

## Soorten
Het geslacht Tobiphora omvat de volgende soorten:
- Tobiphora ishidae (Matsumura, 1903)
- Tobiphora nikkona Matsumura, 1942
- Tobiphora rugosa (Matsumura, 1903)